# ایستمن (ویسکانسین)
ایستمن، ویسکانسین (به انگلیسی: Eastman, Wisconsin) یک روستا در ایالات متحده آمریکا است که در شهرستان کرفورد، ویسکانسین واقع شده‌است.

## خصوصیات
ایستمن ۹٫۳۵ کیلومترمربع مساحت و ۴۲۸ نفر جمعیت دارد و ۳۴۹ متر بالاتر از سطح دریا واقع شده‌است.